# Chá
Uma chávena ou xícara com chá Earl Grey.
O chá é uma bebida preparada através da infusão de folhas secas de planta do chá (Camellia sinensis), geralmente preparada com água quente. Cada variedade adquire um sabor definido, de acordo com o processamento utilizado, que pode incluir oxidação, fermentação, e o contato com outras ervas, especiarias e frutos. A palavra "chá" é usada popularmente em Portugal e no Brasil, como sinônimo de infusão de frutos, folhas, raízes e ervas, contendo ou não folhas de chá (ver tisana). Este artigo trata do chá em sentido estrito e, portanto, não se refere a infusões como, por exemplo, a camomila ou a cidreira.

## História
O uso do chá, enquanto bebida social, data, pelo menos, da época da dinastia Tang. Os primeiros europeus a ter contacto com o chá foram os portugueses, que chegaram ao Japão em 1543. Em breve, a Europa começou a importar as folhas, tornando-se a bebida rapidamente popular, especialmente entre as classes mais abastadas na França e nos Países Baixos. O consumo do chá na Inglaterra é atribuído a Catarina de Bragança,[carece de fontes?] princesa portuguesa que casou com Carlos II da Inglaterra e, assim, pode ser situado cerca de 1660. O chá era bebido em cafés e o seu consumo foi crescendo desde o final do século XVII, sendo bebido a qualquer hora do dia até o início do século XIX, quando a tradição chá da tarde (five o'clock tea) foi instituída pela sétima Duquesa de Bedford em Londres.[carece de fontes?]

## Etimologia
O caractere chinês para chá é 茶, mas tem duas formas completamente distintas de se pronunciar. Uma é 'te' que vem da palavra malaia para a bebida, usada pelo Dialeto Min que se encontra em Amoy. Outra é usada em cantonês e mandarim, que soa como cha e significa 'apanhar, colher'. Esta duplicidade fez com que o nome do chá nas línguas não chinesas as dividisse em dois grupos: (1) línguas que usam derivados da palavra Te: alemão, inglês, francês, dinamarquês, hebraico, húngaro, finlandês, indonésio, italiano, islandês, letão, tamil, sinhala, holandês, castelhano, arménio, galês e latim científico; (2) línguas que usam derivados da palavra Cha: hindi, japonês, português, persa, albanês, checo, russo, turco, tibetano, árabe, vietnamita, coreano, tailandês, grego, romeno, suaíli e croata.

## Cultura do chá

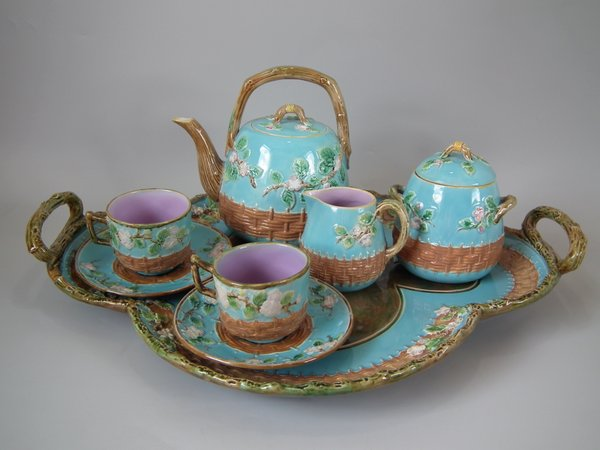
Aparelho de chá.

Beber chá é tido como um evento social. O chá também pode ser bebido durante o dia e principalmente pela manhã, a fim de aumentar o estado de alerta, já que contém teofilina e cafeína. Na Índia, a segunda maior produtora mundial, o chá é popular em todo o Norte, no café da manhã e à noite. Chamado popularmente de chaai, é servido quente com leite e açúcar. Quase todo o chá consumido é do tipo preto. Na China, no mínimo a partir da Dinastia Song, o chá foi objeto de festas de degustação e de grande estudo, comparável ao que se faz hoje com o vinho. Assim como a enologia hoje em dia, o recipiente próprio para se beber é importante; o chá branco era bebido em uma tigela escura onde as folhas de chá e a água quente eram misturados com um batedor. O melhor destas tigelas, cobertas com um verniz especial à base de casca de tartaruga, pintadas com pincel de pelo de lebre são muito valiosas hoje em dia. Os rituais e a tradicional cerâmica escura foram adotadas no Japão, no início do século XII, e gerou a cerimônia do chá japonesa, que tomou sua forma final no século XVI. Na Grã-Bretanha, o chá não é só o nome de uma bebida, mas também uma refeição leve no final da tarde, mesmo quando as pessoas bebem cerveja, cidra ou suco. No Sri Lanka o chá é servido no estilo inglês, com leite e açúcar, mas o leite sempre é aquecido.
Existem muitas cerimônias do chá, em várias culturas, sendo as mais famosas, a complexa e serena cerimônia do chá japonesa e a comercial, barulhenta e cheia de gente Yum Cha. Uma cultura de chá específica se desenvolveu na República Checa, nos últimos anos, incluindo a abertura de muitas casas de chá. Chás puros são geralmente preparados com respeito aos hábitos do país de origem. Várias salas de chá também criaram misturas e métodos próprios de preparo.
O chá Devonshire é sabor de chá relacionado a cerimônia do chá nos países que falam inglês, disponível em lojas por todo Reino Unido, Austrália, Índia e Nova Zelândia, mas quase desconhecido nos Estados Unidos. Nos Estados Unidos, o chá é servido geralmente gelado; o chá gelado é uma bebida comum para acompanhar as refeições ou para se refrescar em várias regiões. Às vezes, ele é servido com limão, e pode ser adoçado ou sem açúcar, variando em cada região. O Sun tea é feito deixando-se a água com as folhas para serem aquecidas diretamente pela luz solar como fonte de calor e demora-se muito tempo para a sua feitura. Recentemente, o chá com leite Boba, de Taiwan, tornou-se extremamente popular entre os jovens. Esta marca asiática se espalhou pelos Estados Unidos, onde é chamado de "bubble tea" (chá de bolhas).

## Cultivo

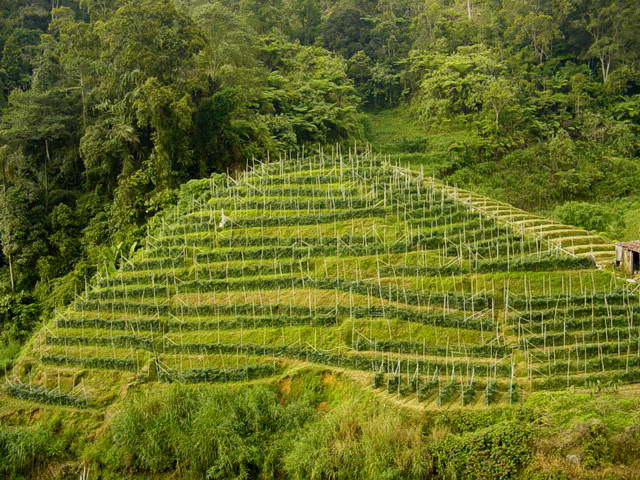
Plantação de chá na Malásia.

Nativo de regiões subtropicais com clima de monções, o chá também é cultivado em climas tropicais, obtendo maior sucesso em regiões de altitude elevada. Quantitativamente, das cerca de 3 000 000 de toneladas produzidas anualmente, metade é produzida pela China e Índia, em proporções iguais. 60% do restante é produzido pelo Quénia, Turquia, Indonésia e Sri Lanka. Na Europa apenas é cultivado nos Açores, onde são produzidas anualmente cerca de 40 t.
Em todas as regiões produtoras de chá, o cultivo é semelhante, utilizando árvores podadas, para facilitar a colheita, e relativamente jovens, sendo substituídas quando começam a perder produtividade, com cerca de 50 anos. Notáveis exceções incluem o Gyokuro, chá verde japonês, protegido do sol durante o cultivo, e o Pu-erh, tradicional chá do sudoeste da China, que utiliza árvores com dezenas de metros e centenas de anos, muitas delas selvagens.

### Brasil
O cultivo do chá começou no Brasil no século XIX, porém mesmo com uma excelente qualidade, não conseguiu ser uma cultura de tanto sucesso graças à competição com os preços dos chás provenientes da Ásia. A maior parte da produção brasileira está na região do Vale do Ribeira, no estado de São Paulo, sendo que a maior parte da produção é voltada à exportação, mesmo sendo inferior à qualidade do chá nos primórdios do cultivo.

### Portugal

#### Açores
Portugal teve duas primazias em relação à introdução do chá na Europa. A da introdução do consumo de chá e a introdução, em 1750, do cultivo do chá. 
Foram produzidos na Ilha de São Miguel em zonas de microclima, como Porto Formoso e Capelas, 10 kg de chá preto e 8 kg de chá verde. No entanto, seria só um século depois que, com a chegada de mão de obra especializada, a produção se tornaria consequente, passando a haver uma aposta na industrialização do processamento após a coleta das folhas. Atualmente, o chá produzido nos Açores, sob as marcas Gorreana e Porto Formoso, é considerado um chá biológico, o que em muitos mercados provoca uma ideia de novidade que não é atual. O processamento deste, desde o cuidado dos arbustos até à colheita, é o mesmo há 250 anos. Este chá tem praticamente toda a sua produção dividida entre a região dos Açores, a comunidade da ilha na diáspora e o Reino Unido.

#### Vila do Conde
Na freguesia de Fornelo, Vila do Conde, existe desde 2014 uma plantação de Chá Camélia, única na Europa continental. Em 2019, surgia a primeira produção de chá verde na Chá Camélia. Doze quilos de chá seco a partir de quase 60 quilos de folhas frescas. 
Em 2024, a colheita rendeu cerca de meia tonelada de folhas frescas, o que deu origem a 100 quilos de chá — sendo que 90% é chá verde.

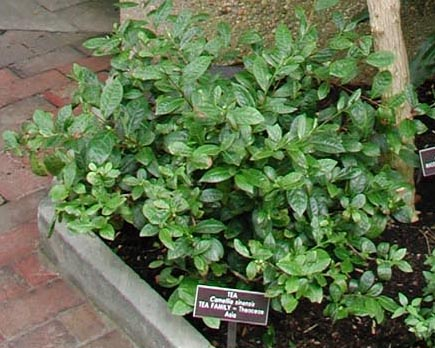
Arbusto de chá

## Processamento do chá
Os quatro tipos de chá são distinguíveis pelo seu processamento. Camellia sinensis é um arbusto sempre verde, cujas folhas, se não são logo secas depois de apanhadas, rapidamente começam a oxidar. Este processo lembra a maltização da cevada; as folhas ficam progressivamente escuras, assim que a clorofila se quebra. O processo seguinte no processamento é parar o processo de oxidação num estado predeterminado, removendo a água das folhas via aquecimento. O termo fermentação é frequente e muito usado para descrever este processo, mas na verdade nenhuma verdadeira fermentação acontece (ou seja, o processo não é digerido por micro-organismos). O chá é tradicionalmente classificado em quatro grupos principais, baseados no grau de oxidação:
- Chá branco: folhas jovens (novos botões que cresceram) que não sofreram efeitos de oxidação; os botões podem estar escudados da luz do sol para prevenir a formação de clorofila;
- Chá verde: a oxidação é parada pela aplicação de calor, quer através de vapor, um método tradicional japonês, ou em bandejas quentes — o método tradicional chinês;
- Oolong (烏龍茶): cuja oxidação é parada algures entre o chá verde e o chá preto;
- Chá preto: oxidação substancial. A tradução literal da palavra chinesa é chá vermelho, o que pode ser usado entre os fãs de chá.

Variações pouco comuns: estão disponíveis várias outras preparações de chá, que não se enquadram na nomenclatura usual
- - Pu-erh (普洱茶): erroneamente considerado como uma subclasse de chá preto, pu-erh é um produto muito invulgar. O Pu-erh é um chá fermentado e envelhecido (pode ter mais de 50 anos), por vezes, descrito como duplamente fermentado, sendo a segunda "fermentação" resultado da ação de bactérias. Existe um método moderno de acelerar o envelhecimento natural que produz pu-erh de menor qualidade, chamado pu-erh cozinhado, que é vendido frequentemente em saquinhos. O pu-erh tradicional é conservado em forma de "tijolo" ou outras formas (as folhas de chá depois de tratadas são prensadas em moldes). Este é o mais apreciado de todos os chás na China, sendo catalogado em função da qualidade das folhas e do ano de produção, tal como um bom vinho no ocidente, e é o chá normalmente utilizado para a cerimônia de chá chinesa (Kung Fu Cha). Para preparar a infusão usa-se água muito quente ou até mesmo a ferver (os tibetanos são conhecidos por deixá-los a ferver durante a noite). O Pu-erh é considerado como um chá medicinal na China.
  - Chá amarelo: é usado como um nome de chá de alta qualidade servido na corte imperial, ou de um chá especial processado similarmente ao chá verde, mas com uma fase de secagem mais demorada.
  - Chong Cha (虫茶): literalmente "chá quente", esta espécie é feita a partir de sementes de botões de chá em vez de folhas. É usado na medicina chinesa para lidar com o calor do verão bem como para tratar sintomas de gripe.
  - Kukicha ou chá de inverno: feita de galhos e folhas velhas podadas da planta de chá durante a época dormente e tostado a seco sob o fogo. É popular na medicina tradicional japonesa e na dieta macrobiótica.
  - Lapsang souchong (正山小种 ou 烟小种) de Fujian, China, é um chá preto fumado, isto é, secado usando fogueiras de pinho.
  - Chá Rize: chá preto forte, produzido na Turquia, com um sabor distinto e preparação específica, incluindo pré-aquecimento, servido com açúcar.

## Processamento do chá preto
O chá preto é processado de duas formas, em CTC (Crush, Tear, Curl — Esmagamento, Rasgo, Enrolamento) ou ortodoxo, isto é, em folhas inteiras, eram os processos usados até 1973. O método CTC é usado para folhas de média e baixa qualidade, que acabam em saquinhos de chá e são processados por máquinas. O processamento manual é usado para chás de qualidade elevada. Este estilo de processamento ortodoxo resulta num chá de qualidade elevada, procurado por muitos conhecedores e apreciadores de chá.

## Variedades
O chá preto produzido fora da China toma normalmente o nome da região de origem: Darjeeling, Assam, Ceilão, Nilgiri, entre outras. Na China, o chá preto mais famoso é provavelmente o Keemun, mas existem muitas outras variedades. A maioria dos chás verdes, contudo, são produzidos na China e Japão e por isso mantiveram o seu nome em japonês ou chinês tradicional: Genmaicha (玄米茶), Houjicha (焙じ茶), Pouchong (包種茶), etc. O chá verde e o chá preto têm antioxidantes, mas de tipos diferentes. O chá verde é mais rico em catequinas, especialmente o galato de epigalocatequina, enquanto o chá preto contém uma maior variedade de flavonoides. O chá Oolong é intermédio, sendo o mais famoso o chá da Formosa. O chá branco, de folhas de chá muito jovens, é muitas vezes considerado um tipo distinto, embora ocasionalmente seja agrupado como um chá verde devido ao processamento simples. O chá branco produz uma infusão delicada que a maioria das vezes retém uma doçura residual leve.
Todos os tipos são vendidos como chás "simples", quando são uma única variedade, ou "misturas" (blends).
Adulteração e falsificação são problemas sérios no comércio global de chá; a quantidade de chá vendida como Darjeeling, o mais apreciado dos chás pretos, todos os anos excede grandemente a produção anual de Darjeeling, estimada em 11 000 toneladas. Entre os chás, o chá branco é considerado o mais raro e mais caro; ele deve ser colhido manualmente apenas durante uma certa fase da vida da planta. Independente disso, no entanto, encontra-se disponível em lojas especializadas e, apenas recentemente, acondicionados em saquinhos de papel.

## Misturas e aditivos
Quase todos os chás em saquetas e a maior parte dos outros chás são misturas. Apesar de recentes melhoramentos na técnica de congelação seca e do método melhorado de infusão, são vendidos o pó de chá e a essência condensada de chá, que apenas necessitam de água quente ou fria para se preparar uma chávena de chá. A mistura pode ocorrer ao nível de uma só área de plantação (por exemplo Assam), ou podem ser misturados chás provenientes de diversas áreas. O objetivo da elaboração de misturas é a obtenção de um sabor estável ao longo dos anos e de melhor preço. Numa mistura, o chá mais caro e mais saboroso pode encobrir o sabor inferior de um chá mais barato.
Há vários chás que contêm aditivos e/ou processamentos diferentes das variedades "puras". O chá tem a capacidade de adquirir qualquer aroma facilmente, o que pode trazer problemas no processamento, no transporte, ou na sua armazenagem, mas essa capacidade também deve ser aproveitada vantajosamente para preparar chás aromatizados.
- O chá de jasmim é espalhado conjuntamente com flores de jasmim durante a oxidação e ocasionalmente são deixadas algumas flores no chá como decoração. Muitas outras flores, como a rosa e outras flores perfumadas, são usadas como aromatizantes do chá na China;
- O chá Earl Grey é geralmente uma mistura de chás pretos, com adição de essência de bergamota (fruto da família dos cítricos originário de Itália);
- Chás com especiarias, tais como o indiano massala chai, aromatizados com especiarias tais como o gengibre, o cardamomo, a canela, a pimenta preta, o Cravo-da-índia, o louro indiano e por vezes a noz-moscada são comuns no sul da Ásia e no Médio Oriente;
- O chá com hortelã é chá verde forte com hortelã-verde, preparado nos países do Magrebe;
- O Jagertee é chá com adição de rum.

## Substitutos do chá
Infusões de outras plantas também são às vezes chamadas de "chá" e utilizadas em substituição deste:
- Erva-mate (ou yerba mate, em castelhano) é um arbusto cultivado principalmente na Argentina, Paraguai, Uruguai e Brasil. O seu nome científico é Ilex paraguariensis;
- Rooibos (Red Bush em inglês/ Aspalathus linearis) é uma planta avermelhada, também conhecida como chá vermelho, originária da África do Sul, na província do Cabo Ocidental, que faz uma infusão semelhante ao chá preto, mas sem cafeína, rica em antioxidantes;
- Honeybush, relacionada com o rooibos, mas mais doce, cresce também na África do Sul;
- "chá de ervas" é o termo geral para todas as infusões, feitas a partir de diferentes partes de plantas, não necessariamente ervas. Exemplos mais comuns: chá de camomila, erva-cidreira, tília, príncipe, de menta, etc.
- Chá de folha de café, feito das folhas secas ou torradas do cafeeiro. Contém menos cafeína que o café, sendo entretanto rico em mangiferina.[7] É consumido tipicamente no Sudão, Etiópia e Sumatra.[8]

## Preparação

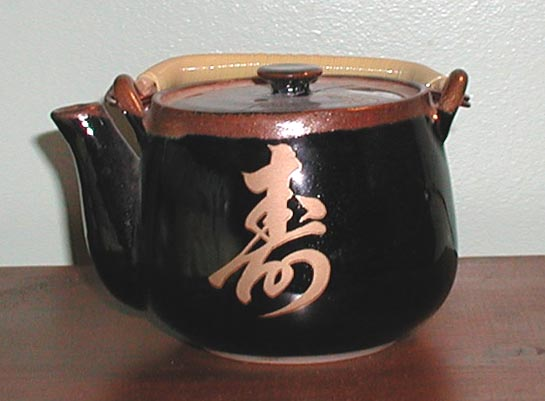
Bule japonês

Esta seção descreve o método mais comum de se fazer chá. Completamente diferente dos métodos usados no norte da África, Tibete e talvez outros locais.
A melhor maneira de se preparar o chá é colocar as folhas em um bule, ao invés de um sachê. Embora seja totalmente aceito o uso de sachês, o resultado com a folha direto é melhor. Adiciona-se água fervente e mantém-se a infusão de 30 segundos a 5 minutos (processo chamado de brewing ou mashing no Reino Unido). Após isso, tanino é liberado, que tem efeito contrário ao da estimulação pela teofilina e cafeína e torna o chá amargo. Alguns chás, especialmente o chá verde e outros delicados como o Oolong ou o Darjeeling precisam de menos tempo, algumas vezes menos de 30 segundos. Usando um coador, separa-se as folhas da água se não estivermos usando um sachê.
A fim de preservar o chá do sabor do tanino, deve-se colocar toda a bebida em um segundo copo. De preferência, de faiança sem verniz, sendo os melhores os potes YangXi. O pote para servir o chá deve ser de porcelana pois retem mais o calor.
A água para chá preto deve ser adicionada em ponto de ebulição (100 °C) exceto para chás delicados como o chá de Darjeeling, onde temperaturas levemente menores são mais recomendadas. Já que o ponto de ebulição diminui com a altitude, isso torna difícil fazer chá preto em áreas montanhosas. A água para chá verde, de acordo com a maioria, deve estar por volta de 80 a 85 °C, sendo que quanto maior a qualidade das folhas, menor a temperatura. De preferência, o local onde o chá repousa - caneca ou bule - também deve ser aquecido, antes da confecção do chá.
Bebedores experientes de chá sempre insistem que o chá não deve ser agitado enquanto é feito. Isso, eles dizem, faz pouco quanto a consistência do chá, mas tem muita relação aos ácidos tânicos. Por esta mesma razão, não se deve chacoalhar muito o sachê de chá; se você quiser um chá mais forte, use mais sachês.
Aditivos populares ao chá incluem açúcar ou mel, limão, leite e geleia de frutas. Os mais conhecedores evitam o uso de nata porque ele fica com o gosto mais forte do que o próprio chá. Leite, entretanto, acredita-se ser útil, a fim de neutralizar os taninos remanescentes. Quando tomam chá com leite, os conhecedores adicionam chá ao leite, ao invés do contrário. Isso evita escaldamento do leite, o que torna a emulsão melhor e de melhor sabor.